# Podolci (hrid)
Podolci je manja hrid u hrvatskom dijelu Jadranskog mora, kod otoka Cresa.
Nalazi se nasuprot Nerezina, na izlazu iz uvale Jaz, nedaleko od rta Seke i malog naselja Podolci. Izduljena je oblika i pruža se u pravcu sjever - jug.
Površine je 1968 m² i visine 1 metar.
U Državnom programu zaštite i korištenja malih, povremeno nastanjenih i nenastanjenih otoka i okolnog mora Ministarstva regionalnoga razvoja i fondova Europske unije, spominje se pod "manje nadmorske tvorbe (hrid različitih oblika i veličine)".